# Operació Fritz
L'Operació Fritz fou el nom en clau que usaren les Brigades Roges en l'operació en la qual segrestaren i assassinaren el polític italià Aldo Moro.

## Preparatius de l'operació

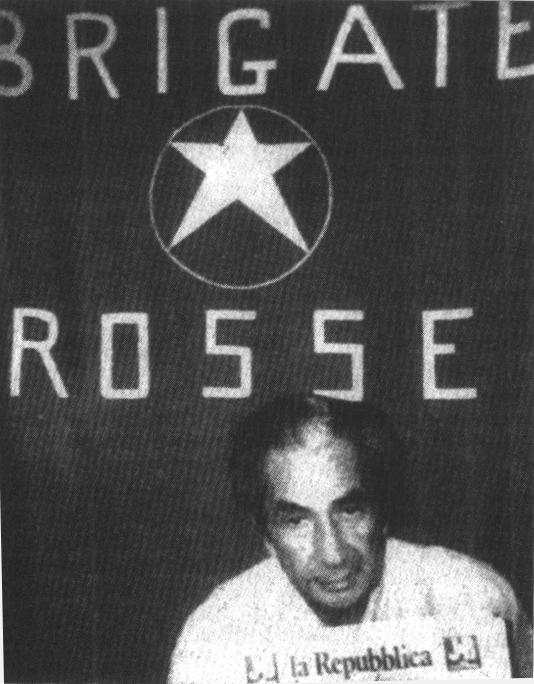
Imatge de Aldo Moro durant el seu segrest el 19 d'abril de 1978

L'operatiu terrorista que acabaria amb el segrest de Moro, es va començar a gestar quan el brigadista Franco Bonisolo va veure per casualitat a Moro dirigint-se a l'església de Santa Clara, i va informar al grup estratègic que havia estat designat per dur l'operació que es venia preparant a Roma format per brigadistes de totes les columnes. Els brigadistes van comprovar que Moro feia el mateix recorregut cada matí i, per tant, van poder traçar una línia estratègica per a dur la intervenció, descartant atacar a prop de l'església per l'acumulació de gent i preferint la Via Mario Fani al nord-oest de la ciutat.

## Segrest
A les nou i dos minuts del matí del 16 de març de 1978 el cotxe en que viatjava Moro fou interceptat a Via Fani, tal com havien planejat els brigadistes. En només quatre minuts van realitzar el segrest eliminant als cinc membres del seu cos de seguretat (els agents de Raffaele Iozzino i Giulio Rivera, el mariscal dels Carabinieri Oreste Leonard, l'agutzil Domenico Ricci i el vicesergent Francesco Zizzi). En una posterior reconstrucció dels fets es va arribar a la conclusió que els terroristes sabien amb precisió la ubicació de cadascun dels membres de l'escorta i el lloc on estava assegut Moro.
Durant el seu captiveri, Moro va ser jutjat per les Brigades Roges segons el que ells anomenaren la justícia proletària i condemnat a mort, després que l'estat italià es negués a fer un intercanvi de presoners. Durant el segrest, Moro escrigué diferents missives a la seva família, a companys de la Democràcia Cristina i fins i tot, demanà la intermediació del sant pare Pau VI.

## Assassinat
El 9 de maig de 1978, després de quasi dos mesos de captiveri Moro seria executat, tal com dictava la sentència emesa dies abans per les Brigades Roges. El seu cos fou trobat amb metralla en el portaequipatge d'un cotxe, abandonat a Via Caetani, un cèntric carrer de Roma on s'entrecreuava la direcció de la seu de l'antiga Democràcia Cristiana i també de l'antic Partit Comunista Italià, amb el qual es diu que el polític volia arribar a un acord.